# Sarcophaga madeirensis
Sarcophaga madeirensis är en tvåvingeart som först beskrevs av Ignaz Rudolph Schiner 1868.  Sarcophaga madeirensis ingår i släktet Sarcophaga och familjen köttflugor.
Artens utbredningsområde är Madeira. Inga underarter finns listade i Catalogue of Life.